# Прая (Кабо-Верде)
Прая (порт. Praia) — один з 22 муніципалітетів Кабо-Верде. Розташований на острові Сантьягу.
Населення становить 151 436 осіб (2015). Площа муніципалітету — 102,6.

## Адміністративний поділ
До муніципалітету належить одна парафія (фрегезія): Носса-Сеньйора-да-Ґрасса.

## Населення
Згідно із переписом населення 2010 року населення муніципалітету становило 131 719 осіб. За оцінкою 2015 року — 151 436.
У минулому динаміка зміни чисельності населення виглядала так:
| Рік  | Населення |
| ---- | --------- |
| 1940 | 18 208    |
| 1950 | 17 179    |
| 1960 | 24 872    |
| 1970 | 39 911    |
| 1980 | 57 748    |
| 1990 | 71 276    |
| 2000 | 106 348   |
| 2010 | 131 719   |
| 2017 | 159 050   |